# George Lyon
George Lyon (ur. 16 lipca 1956 w Rothesay) – brytyjski i szkocki polityk oraz rolnik, deputowany do Parlamentu Europejskiego VII kadencji.

## Życiorys
Kształcił się w zakresie nauk rolniczych m.in. w trakcie wyjazdu do Australii i Nowej Zelandii. Prowadził gospodarstwo rodzinne. Działał w Narodowym Związku Farmerów Szkocji (National Farmers Union of Scotland), został wiceprzewodniczącym, a w 1998 przewodniczącym tej organizacji.
W drugiej połowie lat 90. wstąpił do Liberalnych Demokratów. W 1999 i 2003 był wybierany do Parlamentu Szkocji. Zajmował stanowisko zastępcy ministra finansów w szkockim rządzie. W 2007 bez powodzenia ubiegał się o reelekcję, przegrywając z kandydatem Szkockiej Partii Narodowej.
W wyborach w 2009 uzyskał z listy Liberalnych Demokratów mandat posła do Parlamentu Europejskiego. Przystąpił do grupy Porozumienia Liberałów i Demokratów na rzecz Europy, został też członkiem Komisji Rolnictwa i Rozwoju Wsi.